# Les Tombes précoces
Die frühen Gräber ("Les tombes précoces") est un lied de Schubert pour voix et piano composé le 14 septembre 1815. Le texte en allemand est issu du poème éponyme de Friedrich Gottlieb Klopstock. Le lied est recensé dans le catalogue thématique d’Otto Erich Deutsch sous la référence D. 290,.

## Contexte
En 1815, à Vienne, le niveau de vie se détériore : les conditions sanitaires déclinent tandis que le nombre d’habitants et les taux de pauvreté et de mendicité sont en pleine croissance. Le Congrès de Vienne et toute l’affluence internationale qu’il avait suscité touche à sa fin. L’agitation retombe petit à petit et les réjouissances populaires, si essentielles pour l’époque, peuvent reprendre leur cours dans cette ville pour laquelle la culture occupe une place importante, la musique en particulier.
Loin d’être désastreuse pour l’époque, la situation économique de Schubert n’en est pourtant pas satisfaisante puisqu’il vit chez son père et ne touche qu’un maigre salaire de professeur auquel il ajoute les quelques revenus des leçons de piano qu’il dispense.
Au moment où Schubert compose Die frühen Gräber, cela fait bientôt un an qu’il est le sixième assistant enseignant dans l’école de son père (de novembre 1814 à novembre 1816). Ne possédant pas la fibre pédagogique, cette profession n’est pas celle dans laquelle il s’épanouit. De plus, les conditions dans lesquelles il apprend aux élèves les rudiments de la lecture et de l’écriture sont de plus en plus précaires au vu du nombre croissant d’élèves qui se retrouvent entassés dans les classes.
En marge de cette situation, l’année des 18 ans de Schubert est la plus prolifique de sa vie avec en tout 145 lieder composés. Un exemple de cette composition abondante est le 14 septembre de l’année 1815, jour durant lequel Schubert compose le premier manuscrit de Die frühen Gräber. Ce lieder est le cinquième composé cette même journée, après, dans l’ordre chronologique, Selma und Selmar (D. 286), Vaterlandslied (D. 287), An Sie (D. 288) et Die Sommernacht (D.289). Le lendemain, le 15 septembre, il mettra en musique un poème de Klopstock pour la dernière fois cette année-là, Unendlichen (D. 291).
Comme toujours, Schubert trouve du réconfort dans ses amitiés. Au cours de l’année, il a l’occasion de nouer des liens forts avec Johann Mayrhofer, Franz von Schobert et Anselm Hüttenbrenner qui prendront une place importante dans sa vie. Lors des Schubertiades, il entretient également les relations avec ses anciens amis du Konvikt, où il se rend toujours fréquemment.

## Manuscrits
Le premier manuscrit de Die frühen Gräber est incomplet, il n’en reste que les quatre dernières mesures, non datées et non signées. Il est conservé à la Pierpont Morgan Library, à New York.
Ce manuscrit, encore probablement complet à l’époque, est copié à deux reprises, une première fois dans le « Liederalbum II » (« Album de chansons II ») d’Albert Stadler, signée « Stadler 1816 » conservée à l’Universitätsbibliothek de Bonn, et une seconde fois dans la recueil rassemblé par Josef Wilhelm Witteczek, conservée à la Gesellschaft det Musikfreunde, Vienne.
Le manuscrit est vraisemblablement revu par Schubert en 1816. Il apporte les modifications suivantes : le tempo « mässig » (modéré) du premier manuscrit est remplacé par « etwas geshwind» (un peu rapide) ; dans la partie du piano, le ré bécarre est maintenant dièse, le sol à la main gauche, à la mesure 10, est dièse à la place de bécarre et un fa en croche est ajouté à la mesure 11.
Die frühen Gräber  n’est pas publié du vivant de Schubert. Après sa mort, son frère Ferdinand Schubert vend le manuscrit à Anton Diabelli qui publiera ce lied pour la première fois dans le volume 28 du Nachlass dans le numéro annoncé au 27 avril 1837, conservé à la Gesellschaft det Musikfreunde, Vienne,. Cette publication se base sur la version finale de Schubert et pas sur le premier manuscrit puisque l’indication de tempo est « etwas geschwind ». Diabelli apporte quelques modifications puisqu’il transpose le lied écrit en la mineur en sol mineur et ajoute un prélude de quatre mesures.

## Analyse musicale
Les deux versions interprétées à l’heure actuelle sont celle revue par Diabelli et celle de 1816. La présente analyse porte sur cette dernière.
La tonalité principale de l’œuvre est la mineur. Cependant, vers le milieu de l’œuvre, le compositeur recourt, à première vue, à de nombreuses altérations accidentelles qui brouillent un peu la tonalité, avant de la réaffirmer pour la coda de fin. Cela pourrait être analysé comme une modulation en si majeur amorcée à la mesure 4 puis un retour à la tonique de la mineur clairement marqué à la mesure 12.
Ces ambiguïtés harmoniques ne sont pas fréquentes à l’époque. Preuve en est qu’au moment de la publication, Diabelli remplace la cadence du premier couplet par un accord mineur. Il transpose également la composition en sol mineur.
Cette tonalité de la mineur choisie par Schubert est déjà utilisée dans une trentaine de ses compositions. Elle symbolise le « désenchantement, l’aliénation, le dérangement ».
Ce lied est de forme strophique AAA puisque les 16 mesures de la partition sont répétées à trois reprises.
Au niveau des dynamiques, la composition ne comporte pas de grands contrastes. Le morceau est principalement en piano avec un crescendo fin de la mesure 2 pour un retour en piano à la mesure 4. Le seul moment de tension est le deuxième temps de la mesure 9 où une attaque en forte piano est indiquée. Enfin, un decrescendo à la mesure 12 se conclut par un pianissimo à la mesure 13.
La partition en 2/4 commence par une levée qui introduit le rythme de marche qui se poursuit tout au long de la partition. Pour ce faire, les rythmes employés sont des croches et des noires avec parfois quelques doubles croches. Le piano sert d’accompagnement et double presque toutes les notes de la mélodie vocale. Pour ces raisons, la formule de composition est décrite comme un retour à « la simplicité strophique ».

## Texte
| Texte original en allemand Die frühen Gräber | Traduction française Les Tombes précoces | Traduction française Les Tombes anciennes |
| Willkommen, o silberner Mond, Schöner, stiller Gefährte der Nacht! Du entfliehst? Eile nicht, bleib', Gedankenfreund! Sehet, er bleibt, das Gewölk wallte nur hin. Des Maies Erwachen ist nur Schöner noch wie die Sommernacht, Wenn ihm Tau, hell wie Licht, aus der Locke träuft, Und zu dem Hügel herauf rötlich er kömmt. Ihr Edleren, ach, es bewächst Eure Male schon ernstes Moos! O, wie war glücklich ich, als ich noch mit euch Sahe sich röten den Tag, schimmern die Nacht! | Bienvenue, ô lune d’argent Compagne silencieuse et belle de la nuit. Tu fuis ? Ne te presse pas, reste, amie de mes pensées ! Vois, elle reste, seule la nuée s’en allait. Le réveil de mai n’en est Que plus beau encore, tout comme la nuit d’été, Lorsque à sa boucle perle une rosée lumineuse, Et qu’il vient rougeoyant poindre sur la colline. Ô vous, nobles parmi les nobles, une mousse Sinistre vient déjà recouvrir vos tombeaux. Ô comme j’étais heureux quand avec vous encore Je voyais rougeoyer le jour, et scintiller la nuit. | Bienvenue, ô lune d'argent, Belle et silencieuse compagne de la nuit ! Tu t'enfuis ? Ne te hâte pas, reste, amie des pensées ! Regarde, elle reste, c'était seulement un nuage qui passait. Seul le mois de mai qui s'éveille Est encore plus beau que la nuit d'été, Quand la rosée, brillante comme la lumière, tombe de ses boucles, Et que sur la colline il arrive en rougeoyant. Vous, êtres nobles, hélas, comme sont recouvertes De mousse sévère vos tombes ! Comme j'étais heureux quand encore avec vous Je voyais le jour rougir et la nuit briller ! |

Le poème est écrit par Friedrich Gottlieb Klopstock en 1764 est publié en 1784,.
Malgré leur métrique dite novatrice pour l’époque, les textes de Klopstock sont souvent mis en musique. Schubert composera 13 lieder à partir de ses poèmes entre 1815 et 1816. Die fühen Gräber est mis en musique par plusieurs compositeurs, le premier étant Christoph Willibald Gluck.
Dans ce texte, Klopstock évoque avec lyrisme la perte de proches et le manque que cela lui procure à travers la contemplation de la nature qui lui apparait alors comme une complice.
Il est parfois dit de Schubert qu’il met en musique tous les poèmes qu’il trouve, sans esprit critique vis-à-vis de ceux-ci. Or, Klopstock figurait au programme scolaire et il est impossible qu’il n’ait pas pris connaissance de ses écrits au Stadtkonvikt. En plus de cela, il entretenait son éducation littéraire dans ses cercles amicaux où il discutait des idées de poètes. Schubert manifestait un réel intérêt pour la versification de Klopstock car il a lui-même tenté de reproduire son style d’écriture dans ses propres poèmes (exemple : Die Zeit en 1813). L’automne 1815 correspondait probablement à une période où il était aligné avec les idées du poète.
Le compositeur a certainement eu accès à diverses éditions d’ouvrages dans lesquels figuraient le poème, aussi peut-être s’est-il empressé de composer d’après ceux-ci parce qu’il devait rendre les ouvrages.
Schubert respecte le découpage du texte et ne modifie aucunement ce dernier. Seules quelques modifications d’orthographe et de ponctuation sont signalées en fonction des différentes versions.

## Réception
Il n’existe pas de témoignage d’époque attestant que le lied a été joué dans ses cercles musicaux.
De nos jours, même si ce lied n’est pas un des plus célèbres de Schubert, les quelques avis dont nous disposons sont plutôt positifs quant à la qualité de la composition. Dietrich Fischer-Dieskau compare la mise en musique du poème par Schubert et celle de Gluck et affirme que même si le lied de Schubert ne concurrence pas celui de Gluck, il « atteint tout de même son but grâce à sa simplicité musicale ».
Graham Johnson évoque quant à lui une composition qui matérialise un certain équilibre. Il parle également d’une « belle mélodie qui nous hante, teintée de regret et même d’angoisse ». Enfin, il souligne l’évocation à la nature qui apparait, selon lui, sous forme de symbolique ou de consolation, ce qui pousse à la réflexion.

## Discographie sélective
Ce lied est interprété par diverses catégories de voix (ténor, baryton, mezzo-soprano, soprano). Certains interprètes choisissent la version de 1816 écrite en la mineur, d’autres préfèrent la version transposée en sol mineur par Diabelli. Cependant, dans les interprétations choisies, aucune ne conserve le prélude de l’éditeur,.
| Date de parution | Chant                              | Piano            | Titre de l’album                                                                                     | Label               | Tonalité   |
| 1975             | Peter Schreier (ténor)             | Walter Olbertz   | Schubert : lieder Nach Klopstock, Pope, Pyrker, Uz, Kosergarten Und Hölty.                           | ETERNA              | ?          |
| 1970             | Dietrich Fischer-Dieskau (baryton) | Gerald Moore     | Franz Schubert Lieder vol. 1.                                                                        | Deutsche Grammophon | Sol mineur |
| 1990             | Sarah Walker (mezzo-soprano)       | Graham Johnson   | Schubert : Intégrale des mélodies vol. 8.                                                            | Hyperion            | Sol mineur |
| 2005             | Simone Nold (Soprano)              | Ulrich Eisenlohr | Franz Schubert : Lied Edition 19 Poets of Sensibility, vol. 1 et 2.                                  | Naxos               | La mineur  |
| 2015             | Wolfgang Holzmair (baryton)        | Wolfgang Brunner | CPE Bach, Gluck, Schubert - Wolfgang Holzmair, Stefanie Steger, Wolfgang Brunner – Klopstock Lieder. | Gramola             |            |

### Ouvrages
- Deutsch, O. E., « Die frühen Gräber », in Franz Schubert : Thematisches Verzeichnis seiner Werke in chronologischer Folge, Kassel, Bärenreiter, 1978, p. 178.
- W. Dürr, Franz Schubert : Neue Ausgabe sämtlicher Werke, vol. 9a, Kassel, Bärenreiter, 1995, série IV : Lieder, p. 15, 22, 71, 262-263.
- J. D. Eastin, Klopstock und Schubert, die Vertonung der Oden, Ottawa, National Library of Canada, 1999.
- Fischer-Dieskau, D., Les lieder de Schubert, Paris, Robert Laffont, 1979, pp. 74, 286.
- C. H., [éd.] Gibbs, The Cambridge Campanion to Schubert, Cambridge, Cambridge University Press, 1997.
- B. Massin, Franz Schubert, Paris, Fayard, 1978.
- J. Reed, The Schubert Songs Comapnion, New York, Universe Books, 1985.
- T. Moulonguet (dir.), « compte rendu de Brion, M., "La vie quotidienne à Vienne, à l’époque de Mozart et de Schubert" », Revue des Deux Mondes,‎ 1960, p. 573.

### Partitions
- Schubert, F., « Die frühen Gräber » in Franz Schubert : Neue Ausgabe sämtlicher Werke, série IV, Lieder, vol. 9a, Dürr, W. [ed.], Kassel, Bärenreiter, 1995, p. 71.
- Schubert, F., « Die frühen Gräber », partition libre de droit sur IMSLP.

### Sites internet
- E. Ezust, « Die frühen Gräber », sur lieder.net (consulté le 14 décembre 2024).
- Lefebvre, J-P., « Anthologie bilingue de la poésie allemande », Paris, Gallimard (La Pléiade), 1995, disponible sur Friedrich Gottlieb Klopstock (1724 – 1803) : Les tombes précoces / Die frühen Gräber - Le bar à poèmes, consulté le 14/12/2024.
- (de) P. Schöne, « Die frühen Gräber », sur Schubertlied.de (consulté le 15 octobre 2024)
- [S.N.], « Die frühen Gräber (Interpretation) », [en ligne], lyrik.antikoerperchen.de, consulté le 15/12/2024.